# 亞歷克賽·席列布瑞亞柯夫
亞歷克賽·瓦列里耶維奇·席列布瑞亞柯夫，PAR，HOR（俄语：Алексей Валерьевич Серебряков，1964年7月3日—），蘇聯及俄羅斯男演員。13歲開始演戲，後已成為人氣及收入名列前茅的俄羅斯演員之一。知名演出作品如電影《霹雳红星》（1990年）、《意外的华尔兹》（1990年）、《利维坦》（2014年）、《怒戰狂心》（2017年）、美國電影《無名弒》（2021年），以及英美電視劇《黑道無國界》（2018年）。憑藉《意外的华尔兹》贏得洛迦诺电影节最佳男主角獎。

## 個人生活
席列布瑞亞柯夫自1980年代以來就與妻子瑪麗亞保持著戀愛關係。他們在1990年代結婚並育有三個孩子；瑪麗亞前任的一個孩子及他們一起收養的兩個孩子。2012年3月，以俄羅斯的腐敗和政治動盪成為撫養孩子的障礙為由，一家人移居加拿大。席列布瑞亞柯夫後來表示自己沒有加拿大公民身份，但住在那對自己來說更便宜。據報導，席列布瑞亞柯夫2021年已返回俄羅斯。據本人所述，「其實我一直沒走，只是帶著孩子去讀書。」

### 政治觀點
2018年，席列布瑞亞柯夫在接受采訪時表示，俄羅斯人最普遍的特徵是「（野蠻）暴力、粗魯且傲慢」，由此引發爭議。他在採訪中還表示，不喜歡弗拉基米爾·普京的兩件事：謊言與偷竊。當年晚些，席列布瑞亞柯夫在倫敦的一個商業論壇上，指責俄羅斯挑起多場戰爭。

## 外部連結
- 亞歷克賽·席列布瑞亞柯夫在互联网电影资料库（IMDb）上的資料（英文）
- Aleksei Serebryakov （页面存档备份，存于） on KinoPoisk